# Grand Prix automobile de Milwaukee

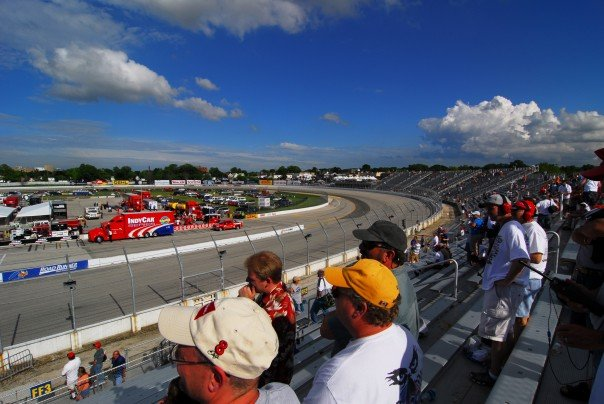
Tribunes du circuit de Milwaukee en 2007.

Le 250 tours de Milwaukee (nommé les Snap-On Milwaukee Mile 250 pour des raisons commerciales de raisons) st une manche de l'IndyCar Series, il se dispute sur le circuit ovale Milwaukee Mile à West Allis, Wisconsin. Il était également jusqu'en 2006 un grand classique de la saison de l'ancien championnat Champcar (ex-CART).

## Palmarès
| Année | Vainqueur           | Voiture            | Championnat    | Résultats |
| ----- | ------------------- | ------------------ | -------------- | --------- |
| 1937  | Rex Mays            | Adams-Sparks       | -              | Résultats |
| 1938  | Chet Gardner        | Miller-Offenhauser | -              | Résultats |
| 1939  | Babe Stapp          | Offenhauser        | AAA            | Résultats |
| 1941  | Rex Mays            | Stevens-Winfield   | AAA            | Résultats |
| 2002  | Paul Tracy          | Lola-Honda         | Champ Car      | Résultats |
| 2003  | Michel Jourdain Jr. | Lola-Cosworth      | Champ Car      | Résultats |
| 2004  | Ryan Hunter-Reay    | Lola-Cosworth      | Champ Car      | Résultats |
| 2004  | Dario Franchitti    | Dallara-Honda      | IndyCar Series | Résultats |
| 2005  | Paul Tracy          | Lola-Cosworth      | Champ Car      | Résultats |
| 2005  | Sam Hornish Jr.     | Dallara-Toyota     | IndyCar Series | Résultats |
| 2006  | Sébastien Bourdais  | Lola-Cosworth      | Champ Car      | Résultats |
| 2006  | Tony Kanaan         | Dallara-Honda      | IndyCar Series | Résultats |
| 2007  | Tony Kanaan         | Dallara-Honda      | IndyCar Series | Résultats |
| 2008  | Ryan Briscoe        | Dallara-Honda      | IndyCar Series | Résultats |
| 2009  | Scott Dixon         | Dallara-Honda      | IndyCar Series | Résultats |
| 2010  | Non couru           | Non couru          | Non couru      | Non couru |
| 2011  | Dario Franchitti    | Dallara-Honda      | IndyCar Series | Résultats |
| 2012  | Ryan Hunter-Reay    | Dallara-Chevrolet  | IndyCar Series | Résultats |
| 2013  | Ryan Hunter-Reay    | Dallara-Chevrolet  | IndyCar Series | Résultats |
| 2014  | Will Power          | Dallara-Chevrolet  | IndyCar Series | Résultats |
| 2015  | Sebastien Bourdais  | Dallara-Chevrolet  | IndyCar Series | Résultats |

### AAA (1937-1955)
| 1937       |                                              | Rex Mays                                     |                                              | Adams                                        | Sparks                                       | 96*                                          | 96 (154.497)                                 | 1:07:59                                      |                                              |                                              |                                              |
| 1938       |                                              | Chet Gardner                                 |                                              | Miller                                       | Offenhauser                                  | 100                                          | 100 (160.934)                                | 1:11:08                                      | 84.345                                       |                                              |                                              |
| 1939       |                                              | Babe Stapp                                   | Mike Boyle                                   |                                              | Offenhauser                                  | 100                                          | 100 (160.934)                                | 1:11:43                                      | 83.651                                       |                                              |                                              |
| 1940       | Pas de course                                | Pas de course                                | Pas de course                                | Pas de course                                | Pas de course                                | Pas de course                                | Pas de course                                | Pas de course                                | Pas de course                                | Pas de course                                | Pas de course                                |
| 1941       |                                              | Rex Mays                                     |                                              | Stevens                                      | Winfield                                     | 100                                          | 100 (160.934)                                | 1:12:55                                      | 82.249                                       |                                              |                                              |
| 1942– 1945 | Pas de compétition (Seconde Guerre mondiale) | Pas de compétition (Seconde Guerre mondiale) | Pas de compétition (Seconde Guerre mondiale) | Pas de compétition (Seconde Guerre mondiale) | Pas de compétition (Seconde Guerre mondiale) | Pas de compétition (Seconde Guerre mondiale) | Pas de compétition (Seconde Guerre mondiale) | Pas de compétition (Seconde Guerre mondiale) | Pas de compétition (Seconde Guerre mondiale) | Pas de compétition (Seconde Guerre mondiale) | Pas de compétition (Seconde Guerre mondiale) |
| 1946       |                                              | Rex Mays                                     | Charles Bowes                                | Stevens                                      | Winfield                                     | 100                                          | 100 (160.934)                                | 1:10:44                                      | 84.815                                       |                                              |                                              |
| 1947       |                                              | Bill Holland                                 | Fred Peters                                  | Wetteroth                                    | Offenhauser                                  | 100                                          | 100 (160.934)                                | 1:08:44                                      | 82.281                                       |                                              |                                              |
| 1947       |                                              | Charles Van Acker                            | Tucker Partners                              | Stevens                                      | Lencki                                       | 100                                          | 100 (160.934)                                | 1:09:47                                      | 85.963                                       |                                              |                                              |
| 1947       |                                              | Ted Horn                                     | Ted Horn                                     | Horn                                         | Offenhauser                                  | 100                                          | 100 (160.934)                                | 1:11:08                                      | 84.336                                       |                                              |                                              |
| 1948       |                                              | Emil Andres                                  | Carmine Tuffanelli                           | Kurtis                                       | Offenhauser                                  | 100                                          | 100 (160.934)                                | 1:10:19                                      | 85.319                                       |                                              |                                              |
| 1948       |                                              | Johnny Mantz                                 | J.C. Agajanian                               | Kurtis                                       | Offenhauser                                  | 100                                          | 100 (160.934)                                | 1:10:19                                      | 85.326                                       |                                              |                                              |
| 1948       |                                              | Myron Fohr Tony Bettenhausen                 | Carl Marchese                                | Marchese                                     | Offenhauser                                  | 200                                          | 200 (321.869)                                | 2:18:21                                      | 86.734                                       |                                              |                                              |
| 1949       |                                              | Myron Fohr                                   | Carl Marchese                                | Marchese                                     | Offenhauser                                  | 100                                          | 100 (160.934)                                | 1:11:45                                      | 83.615                                       |                                              |                                              |
| 1949       |                                              | Johnnie Parsons                              | Kurtis Kraft                                 | Kurtis                                       | Offenhauser                                  | 200                                          | 200 (321.869)                                | 2:19:49                                      | 85.818                                       |                                              |                                              |
| 1950       | Rex Mays Classic                             | Tony Bettenhausen                            | Murrell Belanger                             | Wetteroth                                    | Offenhauser                                  | 100                                          | 100 (160.934)                                | 1:10:33                                      | 85.027                                       |                                              |                                              |
| 1950       |                                              | Walt Faulkner                                | J.C. Agajanian                               | Kurtis                                       | Offenhauser                                  | 200                                          | 200 (321.869)                                | 2:17:26                                      | 87.315                                       |                                              |                                              |
| 1951       | Rex Mays Classic                             | Tony Bettenhausen                            | Murrell Belanger                             | Kurtis                                       | Offenhauser                                  | 100                                          | 100 (160.934)                                | 1:06:38                                      | 90.024                                       |                                              |                                              |
| 1951       |                                              | Walt Faulkner                                | Agajanian-Grant                              | Kuzma                                        | Offenhauser                                  | 200                                          | 200 (321.869)                                | 2:11:22                                      | 91.343                                       |                                              |                                              |
| 1952       | Rex Mays Classic                             | Mike Nazaruk                                 | McNamara                                     | Kurtis/Wetteroth                             | Offenhauser                                  | 100                                          | 100 (160.934)                                | 1:05:02                                      | 92.255                                       |                                              |                                              |
| 1952       |                                              | Chuck Stevenson                              | Bessie Lee Paoli                             | Kurtis                                       | Offenhauser                                  | 200                                          | 200 (321.869)                                | 2:27:26                                      | 81.392                                       |                                              |                                              |
| 1953       | Rex Mays Classic                             | Jack McGrath                                 | Jack Hinkle                                  | Kurtis                                       | Offenhauser                                  | 100                                          | 100 (160.934)                                | 1:04:04                                      | 93.634                                       |                                              |                                              |
| 1953       |                                              | Chuck Stevenson                              | J.C. Agajanian                               | Kuzma                                        | Offenhauser                                  | 200                                          | 200 (321.869)                                | 2:13:57                                      | 89.58                                        |                                              |                                              |
| 1954       | Rex Mays Classic                             | Chuck Stevenson                              | J.C. Agajanian                               | Kuzma                                        | Offenhauser                                  | 100                                          | 100 (160.934)                                | 1:01:31                                      | 97.529                                       |                                              |                                              |
| 1954       |                                              | Manny Ayulo                                  | Peter Schmidt                                | Kuzma                                        | Offenhauser                                  | 200                                          | 200 (321.869)                                | 2:04:39                                      | 96.261                                       |                                              |                                              |
| 1955       | Rex Mays Classic                             | Johnny Thomson                               | Peter Schmidt                                | Kuzma                                        | Offenhauser                                  | 100                                          | 100 (160.934)                                | 1:00:42                                      | 98.844                                       |                                              |                                              |
| 1955       |                                              | Pat Flaherty                                 | Dunn Engineering                             | Kurtis                                       | Offenhauser                                  | 250                                          | 250 (402.336)                                | 2:37:50                                      | 95.022                                       |                                              |                                              |

### USAC (1956-1979)
| Année | Date      | Course                | Vainqueur             | Écurie                      | Châssis      | Moteur          | Distance | Distance      | Temps   | Moyenne (mph) |
| Année | Date      | Course                | Vainqueur             | Écurie                      | Châssis      | Moteur          | Tours    | Miles (km)    | Temps   | Moyenne (mph) |
| ----- | --------- | --------------------- | --------------------- | --------------------------- | ------------ | --------------- | -------- | ------------- | ------- | ------------- |
| 1956  | June 10   | Rex Mays Classic      | Pat Flaherty          | John Zink                   | Watson       | Offenhauser     | 100      | 100 (160.934) | 1:00:42 | 98.846        |
| 1956  | August 26 | Milwaukee 250         | Jimmy Bryan           | Dean Van Lines              | Kuzma        | Offenhauser     | 250      | 250 (402.336) | 2:41:45 | 92.736        |
| 1957  | June 9    | Rex Mays Classic      | Rodger Ward           |                             | Lesovsky     | Offenhauser s/c | 100      | 100 (160.934) | 1:01:21 | 97.789        |
| 1957  | August 25 | Milwaukee 200         | Jim Rathmann          |                             | Epperly      | Offenhauser     | 200      | 200 (321.868) | 2:02:17 | 98.133        |
| 1958  | June 8    | Rex Mays Classic      | Art Bisch             |                             | Kuzma        | Offenhauser     | 100      | 100 (160.934) | 1:03:49 | 94.013        |
| 1958  | August 24 | Milwaukee 200         | Rodger Ward           |                             | Lesovsky     | Offenhauser     | 200      | 200 (321.868) | 2:02:41 | 97.864        |
| 1959  | June 7    | Rex Mays Classic      | Johnny Thomson        | Racing Associates           | Lesovsky     | Offenhauser     | 100      | 100 (160.934) | 1:00:51 | 98.609        |
| 1959  | August 30 | Milwaukee 200         | Rodger Ward           | Leader Card Racing          | Watson       | Offenhauser     | 200      | 200 (321.868) | 2:04:35 | 96.445        |
| 1960  | June 5    | Rex Mays Classic      | Rodger Ward           | Leader Card Racing          | Watson       | Offenhauser     | 100      | 100 (160.934) | 1:00:19 | 99.465        |
| 1960  | August 28 | Milwaukee 200         | Len Sutton            | S-R Racing Enterprises      | Watson       | Offenhauser     | 200      | 200 (321.868) | 1:59:51 | 100.131       |
| 1961  | June 4    | Rex Mays Classic      | Rodger Ward           | Leader Card Racing          | Watson       | Offenhauser     | 100      | 100 (160.934) | 0:57:46 | 103.86        |
| 1961  | August 20 | Tony Bettenhausen 200 | Lloyd Ruby            | John Zink Trackburner       | Watson       | Offenhauser     | 200      | 200 (321.868) | 1:58:04 | 101.638       |
| 1962  | June 10   | Rex Mays Classic      | A. J. Foyt            |                             | Trevis       | Offenhauser     | 100      | 100 (160.934) | 0:59:29 | 100.7         |
| 1962  | August 20 | Tony Bettenhausen 200 | Rodger Ward           | Leader Card Racing          | Watson       | Offenhauser     | 200      | 200 (321.868) | 1:59:59 | 100.017       |
| 1963  | June 9    | Rex Mays Classic      | Rodger Ward           |                             | Watson       | Offenhauser     | 100      | 100 (160.934) | 0:59:39 | 100.561       |
| 1963  | August 18 | Tony Bettenhausen 200 | Jim Clark             | Team Lotus                  | Lotus        | Ford            | 200      | 200 (321.868) | 1:54:53 | 104.452       |
| 1964  | June 7    | Rex Mays Classic      | A. J. Foyt            | Sheraton-Thompson           | Watson       | Offenhauser     | 100      | 100 (160.934) | 0:59:48 | 100.346       |
| 1964  | August 23 | Tony Bettenhausen 200 | Parnelli Jones        |                             | Lotus        | Ford            | 200      | 200 (321.868) | 1:54:33 | 104.751       |
| 1965  | June 6    | Rex Mays Classic      | Parnelli Jones        | Agajanian/Hurst             | Lotus        | Ford            | 100      | 100 (160.934) | 0:58:58 | 101.743       |
| 1965  | August 14 | Milwaukee 150         | Joe Leonard           | All American Racers         | Halibrand    | Ford            | 150      | 150 (241.401) | 1:32:31 | 97.276        |
| 1965  | August 22 | Tony Bettenhausen 200 | Gordon Johncock       |                             | Gerhardt     | Offenhauser     | 200      | 200 (321.868) | 1:59:28 | 100.47        |
| 1966  | June 5    | Rex Mays Classic      | Mario Andretti        | Dean Van Lines              | Brawner Hawk | Ford            | 100      | 100 (160.934) | 1:02:44 | 96.515        |
| 1966  | August 27 | Tony Bettenhausen 200 | Mario Andretti        | Dean Van Lines              | Brawner Hawk | Ford            | 200      | 200 (321.868) | 1:55:19 | 104.061       |
| 1967  | June 4    | Rex Mays Classic      | Gordon Johncock       |                             | Gerhardt     | Ford            | 150      | 150 (241.401) | 1:31:14 | 98.643        |
| 1967  | August 20 | Tony Bettenhausen 200 | Mario Andretti        | Dean Van Lines              | Brawner Hawk | Ford            | 200      | 200 (321.868) | 1:53:52 | 103.386       |
| 1968  | June 9    | Rex Mays Classic      | Lloyd Ruby            | Gene White                  | Mongoose     | Offenhauser t/c | 150      | 150 (241.401) | 1:29:20 | 100.739       |
| 1968  | August 18 | Tony Bettenhausen 200 | Lloyd Ruby            | Gene White                  | Mongoose     | Offenhauser t/c | 200      | 200 (321.868) | 1:50:22 | 108.735       |
| 1969  | June 8    | Rex Mays Classic      | Greg Weld Art Pollard |                             | Gerhardt     | Offenhauser t/c | 150      | 150 (241.401) | 1:20:15 | 112.157       |
| 1969  | August 18 | Tony Bettenhausen 200 | Al Unser              | Vel's Parnelli Ford         | Lola         | Ford t/c        | 200      | 200 (321.868) | 1:52:24 | 106.758       |
| 1970  | June 7    | Rex Mays Classic      | Joe Leonard           | Vel's Parnelli Ford         | Colt         | Ford t/c        | 150      | 150 (241.401) | 1:23:06 | 108.3         |
| 1970  | August 23 | Tony Bettenhausen 200 | Al Unser              | Vel's Parnelli Ford         | Colt         | Ford t/c        | 200      | 200 (321.868) | 1:44:59 | 114.307       |
| 1971  | June 6    | Rex Mays Classic      | Al Unser              | Vel's Parnelli Ford         | Colt         | Ford t/c        | 150      | 150 (241.401) | 1:18:19 | 114.858       |
| 1971  | August 15 | Tony Bettenhausen 200 | Bobby Unser           | All American Racers         | Eagle        | Offenhauser t/c | 200      | 200 (321.868) | 1:49:42 | 109.386       |
| 1972  | June 4    | Rex Mays Classic      | Bobby Unser           | All American Racers         | Eagle        | Offenhauser t/c | 150      | 150 (241.401) | 1:22:28 | 109.131       |
| 1972  | August 13 | Tony Bettenhausen 200 | Joe Leonard           | Vel's Parnelli Jones Racing | Parnelli     | Offenhauser t/c | 200      | 200 (321.868) | 1:47:28 | 111.652       |
| 1973  | June 10   | Rex Mays Classic      | Bobby Unser           | All American Racers         | Eagle        | Offenhauser t/c | 150      | 150 (241.401) | 1:18:59 | 113.965       |
| 1973  | August 12 | Tony Bettenhausen 200 | Wally Dallenbach      | Patrick Racing              | Eagle        | Offenhauser t/c | 200      | 200 (321.868) | 1:50:47 | 108.32        |
| 1974  | June 9    | Rex Mays Classic      | Johnny Rutherford     | Team McLaren                | McLaren      | Offenhauser t/c | 150      | 150 (241.401) | 1:21:39 | 110.225       |
| 1974  | August 11 | Tony Bettenhausen 200 | Gordon Johncock       | Patrick Racing              | Eagle        | Offenhauser t/c | 200      | 200 (321.868) | 1:41:03 | 118.752       |
| 1975  | June 8    | Rex Mays Classic      | A. J. Foyt            | Gilmore Racing              | Coyote       | Foyt t/c        | 150      | 150 (241.401) | 1:18:55 | 114.042       |
| 1975  | August 17 | Tony Bettenhausen 200 | Mike Mosley           | Jerry O'Connell Racing      | Eagle        | Offenhauser t/c | 200      | 200 (321.868) | 1:44:54 | 114.393       |
| 1976  | June 13   | Rex Mays Classic      | Mike Mosley           | Jerry O'Connell Racing      | Eagle        | Offenhauser t/c | 150      | 150 (241.401) | 1:14:02 | 121.577       |
| 1976  | August 22 | Tony Bettenhausen 200 | Al Unser              | Vel's Parnelli Jones Racing | Parnelli     | Cosworth t/c    | 200      | 200 (321.868) | 1:38:26 | 121.907       |
| 1977  | June 12   | Rex Mays Classic      | Johnny Rutherford     | Team McLaren                | McLaren      | Cosworth t/c    | 150      | 150 (241.401) | 1:36:49 | 92.962        |
| 1977  | August 21 | Tony Bettenhausen 200 | Johnny Rutherford     | Team McLaren                | McLaren      | Cosworth t/c    | 200      | 200 (321.868) | 1:55:37 | 103.798       |
| 1978  | June 18   | Rex Mays Classic      | Rick Mears            | Penske Racing               | Penske       | Cosworth t/c    | 150      | 150 (241.401) | 1:14:35 | 120.677       |
| 1978  | August 20 | Tony Bettenhausen 200 | Danny Ongais          | Interscope Racing           | Parnelli     | Cosworth t/c    | 200      | 200 (321.868) | 1:50:43 | 108.369       |
| 1979  | June 10   | Rex Mays Classic      | A. J. Foyt            | Gilmore Racing              | Parnelli     | Cosworth t/c    | 150      | 150 (241.401) | 1:22:36 | 108.955       |
| 1979  | August 12 | Tony Bettenhausen 200 | Roger McCluskey       | AMI Racing                  | Lola         | Cosworth t/c    | 200      | 200 (321.868) | 1:42:27 | 117.135       |

### CART Championship Car (1980-2006)
| Année | Date        | Course                                                                         | Vainqueur           | Écurie                | Châssis   | Moteur          | Distance | Distance      | Temps   | Moyenne (mph) |
| Année | Date        | Course                                                                         | Vainqueur           | Écurie                | Châssis   | Moteur          | Tours    | Miles (km)    | Temps   | Moyenne (mph) |
| ----- | ----------- | ------------------------------------------------------------------------------ | ------------------- | --------------------- | --------- | --------------- | -------- | ------------- | ------- | ------------- |
| 1980  | June 8      | Gould Rex Mays Classic                                                         | Bobby Unser         | Penske Racing         | Penske    | Cosworth        | 150      | 150 (241.401) | 1:19:48 | 112.773       |
| 1980  | August 10   | Tony Bettenhausen 200                                                          | Johnny Rutherford   | Chaparral Racing      | Chaparral | Cosworth        | 200      | 200 (321.868) | 1:54:13 | 105.063       |
| 1981  | June 7      | Gould Rex Mays Classic                                                         | Mike Mosley         | All American Racers   | Eagle     | Chevrolet       | 150      | 150 (241.401) | 1:19:03 | 113.838       |
| 1981  | September 5 | A.B. Dick Tony Bettenhausen 200                                                | Tom Sneva           | Bignotti-Cotter       | March     | Cosworth        | 200      | 200 (321.868) | 1:41:41 | 118.013       |
| 1982  | June 13     | Gould Rex Mays Classic                                                         | Gordon Johncock     | Patrick Racing        | Wildcat   | Cosworth        | 150      | 150 (241.401) | 1:10:52 | 126.987       |
| 1982  | August 1    | Provimi Veal Tony Bettenhausen 200                                             | Tom Sneva           | Bignotti-Cotter       | March     | Cosworth        | 200      | 200 (321.868) | 1:49:57 | 109.132       |
| 1983  | June 12     | Dana Rex Mays Classic                                                          | Tom Sneva           | Bignotti-Cotter       | March     | Cosworth        | 150      | 150 (241.401) | 1:17:42 | 115.83        |
| 1984  | June 3      | Dana Rex Mays Classic                                                          | Tom Sneva           | Mayer Motorsports Ltd | March     | Cosworth        | 200      | 200 (321.868) | 1:41:41 | 118.03        |
| 1985  | June 2      | Miller American 200, in Honor of Rex Mays                                      | Mario Andretti      | Newman/Haas Racing    | Lola      | Cosworth        | 200      | 200 (321.868) | 1:36:38 | 124.162       |
| 1986  | June 8      | Miller American 200, in Honor of Rex Mays                                      | Michael Andretti    | Kraco Racing          | March     | Cosworth        | 200      | 200 (321.868) | 1:42:45 | 116.788       |
| 1987  | May 31      | Miller American 200, in Honor of Rex Mays                                      | Michael Andretti    | Kraco Racing          | March     | Cosworth        | 200      | 200 (321.868) | 1:47:17 | 111.853       |
| 1988  | June 5      | Miller High Life 200                                                           | Rick Mears          | Penske Racing         | Penske    | Chevrolet-Ilmor | 200      | 200 (321.868) | 1:37:42 | 122.819       |
| 1989  | June 4      | Miller High Life 200                                                           | Rick Mears          | Penske Racing         | Penske    | Chevrolet-Ilmor | 200      | 200 (321.868) | 1:32:11 | 130.16        |
| 1990  | June 3      | Miller Genuine Draft 200                                                       | Al Unser Jr.        | Galles/Kraco Racing   | Lola      | Chevrolet-Ilmor | 200      | 200 (321.868) | 1:29:46 | 133.67        |
| 1991  | June 2      | Miller Genuine Draft 200                                                       | Michael Andretti    | Newman/Haas Racing    | Lola      | Chevrolet-Ilmor | 200      | 200 (321.868) | 1:29:10 | 134.577       |
| 1992  | June 28     | Miller Genuine Draft 200                                                       | Michael Andretti    | Newman/Haas Racing    | Lola      | Ford-Cosworth   | 200      | 200 (321.868) | 1:26:56 | 138.031       |
| 1993  | June 6      | Miller Genuine Draft 200                                                       | Nigel Mansell       | Newman/Haas Racing    | Lola      | Ford-Cosworth   | 200      | 200 (321.868) | 1:48:08 | 110.97        |
| 1994  | June 5      | Miller Genuine Draft 200                                                       | Al Unser Jr.        | Penske Racing         | Penske    | Ilmor           | 192*     | 192 (308.994) | 1:36:57 | 118.804       |
| 1995  | June 4      | Miller Genuine Draft 200                                                       | Paul Tracy          | Newman/Haas Racing    | Lola      | Ford-Cosworth   | 200      | 200 (321.868) | 1:27:23 | 137.304       |
| 1996  | June 2      | Miller Genuine Draft 200                                                       | Michael Andretti    | Newman/Haas Racing    | Lola      | Ford-Cosworth   | 200      | 200 (321.868) | 1:33:32 | 128.282       |
| 1997  | June 1      | Miller 200                                                                     | Greg Moore          | Forsythe Racing       | Reynard   | Mercedes-Benz   | 200      | 200 (321.868) | 1:43:32 | 119.597       |
| 1998  | May 31      | Miller 200                                                                     | Jimmy Vasser        | Chip Ganassi Racing   | Reynard   | Honda           | 200      | 200 (321.868) | 1:34:17 | 131.349       |
| 1999  | June 6      | Miller Lite 225 Presented by Kmart                                             | Paul Tracy          | Team Green            | Reynard   | Honda           | 225      | 225 (362.102) | 1:48:49 | 128.029       |
| 2000  | June 4      | Miller Lite 225 Presented by Kmart                                             | Juan Pablo Montoya  | Chip Ganassi Racing   | Lola      | Toyota          | 225      | 225 (362.102) | 1:37:38 | 142.684       |
| 2001  | June 3      | Miller Lite 225                                                                | Kenny Bräck         | Team Rahal            | Lola      | Ford-Cosworth   | 225      | 225 (362.102) | 1:54:08 | 122.066       |
| 2002  | June 2      | Miller Lite 250                                                                | Paul Tracy          | Team Green            | Lola      | Honda           | 250      | 250 (402.336) | 1:59:27 | 129.583       |
| 2003  | May 31      | The Milwaukee Mile Centennial 250 Presented by Miller Lite and Argent Mortgage | Michel Jourdain Jr. | Team Rahal            | Lola      | Ford-Cosworth   | 250      | 250 (402.336) | 2:16:45 | 113.19        |
| 2004  | June 5      | Time Warner Cable Roadrunner 250                                               | Ryan Hunter-Reay    | Herdez Competition    | Lola      | Ford-Cosworth   | 250      | 250 (402.336) | 1:59:12 | 129.859       |
| 2005  | June 4      | Time Warner Cable Roadrunner 225 Presented by U.S. Bank                        | Paul Tracy          | Forsythe Racing       | Lola      | Ford-Cosworth   | 221*     | 221 (355.665) | 1:45:01 | 130.301       |
| 2006  | June 4      | Time Warner Cable Road Runner 225                                              | Sébastien Bourdais  | Newman/Haas Racing    | Lola      | Ford-Cosworth   | 197*     | 197 (317.04)  | 1:45:03 | 116.101       |

### IndyCar Series (depuis 2004)
| 2004       | July 25       | Menards A. J. Foyt Indy 225            | Dario Franchitti   | Andretti Green Racing | Dallara       | Honda         | 225           | 228,375 mi (367,53 km) | 1:46:49       | 128.272       |               |          |
| 2005       | July 24       | ABC Supply Company A. J. Foyt Indy 225 | Sam Hornish Jr.    | Team Penske           | Dallara       | Toyota        | 225           | 228,375 mi (367,53 km) | 1:51:39       | 122.733       |               |          |
| 2006       | July 23       | ABC Supply Company A. J. Foyt Indy 225 | Tony Kanaan        | Andretti Green Racing | Dallara       | Honda         | 225           | 228,375 mi (367,53 km) | 1:42:38       | 133.513       |               |          |
| 2007       | June 3        | ABC Supply Company A. J. Foyt Indy 225 | Tony Kanaan        | Andretti Green Racing | Dallara       | Honda         | 225           | 228,375 mi (367,53 km) | 1:47:42       | 127.220       |               |          |
| 2008       | June 1        | ABC Supply Company A. J. Foyt Indy 225 | Ryan Briscoe       | Team Penske           | Dallara       | Honda         | 225           | 228,375 mi (367,53 km) | 1:42:42       | 133.428       |               |          |
| 2009       | May 31        | ABC Supply Company A. J. Foyt Indy 225 | Scott Dixon        | Chip Ganassi Racing   | Dallara       | Honda         | 225           | 228,375 mi (367,53 km) | 1:38:44       | 138.784       |               |          |
| 2010       | Not held      | Not held                               | Not held           | Not held              | Not held      | Not held      | Not held      | Not held               | Not held      | Not held      | Not held      | Not held |
| 2011       | June 19       | Milwaukee 225                          | Dario Franchitti   | Chip Ganassi Racing   | Dallara       | Honda         | 225           | 228,375 mi (367,53 km) | 1:56:44       | 117.390       |               |          |
| 2012       | June 16       | Milwaukee IndyFest Presented by XYQ    | Ryan Hunter-Reay   | Andretti Autosport    | Dallara DW12  | Chevrolet     | 225           | 228,375 mi (367,53 km) | 1:52:18       | 122.020       |               |          |
| 2013       | June 15       | Milwaukee IndyFest                     | Ryan Hunter-Reay   | Andretti Autosport    | Dallara DW12  | Chevrolet     | 250           | 253,75 mi (408,37 km)  | 1:51:15       | 136.848       |               |          |
| 2014       | August 17     | ABC Supply Wisconsin 250               | Will Power         | Team Penske           | Dallara       | Chevrolet     | 250           | 250,75 mi (403,54 km)  | 1:44:49       | 145.243       |               |          |
| 2015       | July 12       | ABC Supply Wisconsin 250               | Sébastien Bourdais | KVSH Racing           | Dallara       | Chevrolet     | 250           | 250,75 mi (403,54 km)  | 1:56:46       | 130.373       |               |          |
| 2016— 2023 | Pas de course | Pas de course                          | Pas de course      | Pas de course         | Pas de course | Pas de course | Pas de course | Pas de course          | Pas de course | Pas de course | Pas de course |          |
| 2024       | August 31     | Hy-Vee Milwaukee Mile 250 – Race 1     | Pato O'Ward        | Arrow McLaren         | Dallara       | Chevrolet     | 250           | 250,75 mi (403,54 km)  | 02:03:01      | 123.758       |               |          |
| 2024       | September 1   | Hy-Vee Milwaukee Mile 250 – Race 2     | Scott McLaughlin   | Team Penske           | Dallara       | Chevrolet     | 250           | 250,75 mi (403,54 km)  | 02:06:31      | 120.334       |               |          |